# 天主教智利的聖地牙哥總教區
天主教智利的聖地牙哥總教區（拉丁語：Archidioecesis Sancti Iacobi in Chile）是智利一個羅馬天主教教省總教區，下轄七個教區。
教區於1561年6月27日成立，當時屬利馬總教區。教區於1840年5月21日升為總教區。
總教區管轄聖地亞哥首都大區的三十六個市，2010年時有教友4,059,000人（佔轄區總人口百分之69.4%）、209個堂區和847名司鐸。
現任總主教為雷定·奧斯-布拉科，輔理主教為安德肋·阿爾特阿加-馬年烏、伯多祿·瑪略·奧桑東-布爾赫維克、迦爾·費爾南德斯-維利亞塞卡、克里斯蒂安·嘉祿·龍卡格利奧洛-帕切科、亞爾伯·利則·洛倫塞利-羅西和儒略·斯德望·拉龍多-亞涅斯，榮休總主教為利則·埃扎蒂·安德雷略樞機及方濟各·沙勿略·埃拉蘇利斯·奧薩樞機。